# Eleonora Habsburská
Eleonora Habsburská (15. listopadu 1498, Lovaň – 18. února 1558, Talavera la Real, Kastilie) byla rodem rakouskou arcivévodkyní a španělskou infantkou a sňatkem královnou portugalskou a posléze francouzskou.

## Život

### Původ
Eleonora byla dcerou burgundského vévody Filipa Sličného (1478–1506) a jeho manželky, královny Kastilie a Leónu, Jany I. (1479–1555). Její rodiče měli bouřlivé manželství, ač se z počátku zdálo, že bude šťastné. Filip si nenechal ujít žádné potěšení a jeho žárlivá manželka mu byla neustále v patách, proto se Filip, za podpory svého tchána, aragonského krále Ferdinanda II., snažil prohlásit Janu za šílenou. Po Filipově smrti byla královna „šílená“ žalem uzavřena v klášteře, kde strávila zbytek života, a vládu nad Kastilií a Leonem převzal její otec.
Eleonora měla pět sourozenců: Karla (1500–1558), Izabelu (1501–1526), Ferdinanda (1503–1564), Marii (1505–1558) a Kateřinu (1507–1578).
Dětství prožila na dvoře své tety Markéty Habsburské, která byla nizozemskou místodržitelkou, spolu s bratrem Karlem a sestrami Izabelou a Marií. Její mladší bratr Ferdinand a nejmladší sestra Kateřina zůstali ve Španělsku, Ferdinand na dědečkově dvoře, kde se mu dostalo výchovy pro budoucího španělského krále, a Kateřina s matkou v klášteře. Eleonořina teta Markéta byla velmi vzdělaná žena a všem dětem poskytla laskavou péči i skvělé vzdělání. Nemohla je však uchránit politických sňatků, které pro svá vnoučata osnoval její otec, císař Maxmilián I.

### Manželství a děti
Politikou Habsburků bylo uzavírat výhodná manželská spojení příslušníků rodu pro zdárnou budoucnost dynastie, od útlého Eleonořina věku se tedy její rodina snažila udat dobře i ji na poli politických sňatků: mezi adepty na jejího ženicha byli anglický král (Jindřich VII. nebo Jindřich VIII.), francouzský král (Ludvík XII. nebo František I.) či polský král Zikmund I. Starý.

#### Portugalská královna
Žádný z předchozích plánů nevyšel a nakonec se Eleonora 7. března 1519 v Lisabonu provdala za portugalského krále Manuela I., muže o téměř třicet let staršího. Byla jeho již třetí manželkou a jeho první dvě ženy byly Eleonořiny tety Isabela Aragonská a Marie Aragonská, mladší sestry její matky. Z jejich manželství se narodily dvě děti:
- 1. Karel (Carlos) (18. 2. 1520 Évora – 14. 4. 1521 Lisabon)[1]
- 2. Marie (18. 6. 1521 Lisabon – 10. 10. 1577 tamtéž), vévodkyně z Viseu, známá jako jedna z nejbohatších princezen Evropy, humanistka a kulturní mecenáška, svobodná a bezdětná[2]

Manuel I. zemřel jako oběť moru v Lisabonu 13. prosince roku 1521, dva a tři čtvrti roku po jejich sňatku a půl roku po narození jejich mladší dcery. Eleonoře bylo sotva 23 let a rozhodla se vrátit ke svému bratrovi Karlu V., byla však nucena zanechat v Portugalsku svou dceru Marii, v té době pouze půlroční dítě. Nevrátila se k ní po mnoho let a vztahy mezi matkou a dcerou byly na dálku obtížné, hlavně pro mladou infantku, která nikdy matce neprominula, že ji opustila.

#### Francouzská královna
Rivalita mezi Eleonořiným bratrem, španělským králem a císařem Svaté říše římské Karlem V. a francouzským králem Františkem I. uvrhla Evropu do krvavého boje o moc. Poté, co španělský monarcha v roce Františka I. 1525 zajal a uvěznil po vítězné bitvě u Pavie, přinutil ho k uzavření Madridského míru v roce 1526. František však dohodu brzy vypověděl a nepřátelství mezi oběma zeměmi se obnovilo.
Nakonec v roce 1530 došlo k uzavření míru z Cambrai (zvaného též dámský mír proto, že jej podepsaly Luisa Savojská matka Františka I. a Markéta Habsburská, teta Karla V. Jednou z klauzulí této smlouvy bylo, že František I., v té době již vdovec (jeho první žena Klaudie Francouzská zemřela roku 1524), se ožení s arcivévodkyní Eleonorou, portugalskou královnou vdovou. V té době Eleonora ztratila veškerý elán: cítila se nemocná, choulostivá, navíc byla postižena elefantiázou, v důsledku které měla zbytnělé a deformované nohy.
Svatba se uskutečnila 5. srpna 1530 v opatství Veien v Akvitánii. Z tohoto svazku nevzešli žádní potomci, třebaže oba manželé z předchozích manželství děti měli. Eleonořin život na rozmařilém francouzském dvoře plném intrik byl nelehký a svízelný: musela snášel odmítavý a pohrdavý postoj manžela, který věnoval svou pozornost jiným ženám. František I. zemřel v Rambouillet 31. března roku 1547 v 52 letech. Ovdovělá Eleonora bez dětí z tohoto manželství se neprodleně vrátila k bratru Karlovi V.

### Poslední léta
Po dlouhá léta se Eleonora snažila za Karlovy pomoci získat svolení portugalského krále (Manuelova syna Jana III.) k tomu, aby její dcera Marie mohla žít s ní, ten ale vydal souhlas teprve v roce 1555. Doba odloučení však byla příliš dlouhá – když se po Eleonořině návratu do Španělska v roce 1557 matka s dcerou ve španělském Badajozu konečně setkaly, odmítnuvši žít s matkou, rozhodla se Marie po třech týdnech vrátit do Portugalska. Pro Eleonoru, jejíž zdraví se v předcházející době zhoršilo, to byla velká rána, která zřejmě uspíšila její smrt: zemřela při návratu z Badajozu v místě Talavera la Real 18. února 1558. K poslednímu odpočinku byla uložena v Panteónu infantů (Panteón de Infantes) v klášteře El Escorial.

## Vývod z předků
|                       |                          |  |                        |                             |  |  |  |  |  |  |  | Arnošt Habsburský |
|                       |                          |  |                        |                             |  |  |  |  |  |  |  |                   |
|                       | Fridrich III. Habsburský |  |                        |                             |  |  |  |  |  |  |  |                   |
|                       |                          |  |                        |                             |  |  |  |  |  |  |  |                   |
|                       |                          |  |                        | Cimburgis Mazovská          |  |  |  |  |  |  |  |                   |
|                       |                          |  |                        |                             |  |  |  |  |  |  |  |                   |
|                       | Maximilián I. Habsburský |  |                        |                             |  |  |  |  |  |  |  |                   |
|                       |                          |  |                        |                             |  |  |  |  |  |  |  |                   |
|                       |                          |  |                        | Eduard I. Portugalský       |  |  |  |  |  |  |  |                   |
|                       |                          |  |                        |                             |  |  |  |  |  |  |  |                   |
|                       | Eleonora Portugalská     |  |                        |                             |  |  |  |  |  |  |  |                   |
|                       |                          |  |                        |                             |  |  |  |  |  |  |  |                   |
|                       |                          |  |                        | Eleonora Aragonská          |  |  |  |  |  |  |  |                   |
|                       |                          |  |                        |                             |  |  |  |  |  |  |  |                   |
|                       | Filip I. Sličný          |  |                        |                             |  |  |  |  |  |  |  |                   |
|                       |                          |  |                        |                             |  |  |  |  |  |  |  |                   |
|                       |                          |  |                        | Filip III. Dobrý            |  |  |  |  |  |  |  |                   |
|                       |                          |  |                        |                             |  |  |  |  |  |  |  |                   |
|                       | Karel Smělý              |  |                        |                             |  |  |  |  |  |  |  |                   |
|                       |                          |  |                        |                             |  |  |  |  |  |  |  |                   |
|                       |                          |  |                        | Isabela Portugalská         |  |  |  |  |  |  |  |                   |
|                       |                          |  |                        |                             |  |  |  |  |  |  |  |                   |
|                       | Marie Burgundská         |  |                        |                             |  |  |  |  |  |  |  |                   |
|                       |                          |  |                        |                             |  |  |  |  |  |  |  |                   |
|                       |                          |  |                        | Karel I. Bourbonský         |  |  |  |  |  |  |  |                   |
|                       |                          |  |                        |                             |  |  |  |  |  |  |  |                   |
|                       | Isabella Bourbonská      |  |                        |                             |  |  |  |  |  |  |  |                   |
|                       |                          |  |                        |                             |  |  |  |  |  |  |  |                   |
|                       |                          |  |                        | Anežka Burgundská           |  |  |  |  |  |  |  |                   |
|                       |                          |  |                        |                             |  |  |  |  |  |  |  |                   |
| 'Eleonora Habsburská' |                          |  |                        |                             |  |  |  |  |  |  |  |                   |
|                       |                          |  |                        |                             |  |  |  |  |  |  |  |                   |
|                       |                          |  | Ferdinand I. Aragonský |                             |  |  |  |  |  |  |  |                   |
|                       |                          |  |                        |                             |  |  |  |  |  |  |  |                   |
|                       | Jan II. Aragonský        |  |                        |                             |  |  |  |  |  |  |  |                   |
|                       |                          |  |                        |                             |  |  |  |  |  |  |  |                   |
|                       |                          |  |                        | Eleonora z Alburquerque     |  |  |  |  |  |  |  |                   |
|                       |                          |  |                        |                             |  |  |  |  |  |  |  |                   |
|                       | Ferdinand II. Aragonský  |  |                        |                             |  |  |  |  |  |  |  |                   |
|                       |                          |  |                        |                             |  |  |  |  |  |  |  |                   |
|                       |                          |  |                        | Fadrique Enríquez           |  |  |  |  |  |  |  |                   |
|                       |                          |  |                        |                             |  |  |  |  |  |  |  |                   |
|                       | Jana Enríquezová         |  |                        |                             |  |  |  |  |  |  |  |                   |
|                       |                          |  |                        |                             |  |  |  |  |  |  |  |                   |
|                       |                          |  |                        | Mariana Fernández z Córdoby |  |  |  |  |  |  |  |                   |
|                       |                          |  |                        |                             |  |  |  |  |  |  |  |                   |
|                       | Jana I. Kastilská        |  |                        |                             |  |  |  |  |  |  |  |                   |
|                       |                          |  |                        |                             |  |  |  |  |  |  |  |                   |
|                       |                          |  |                        | Jindřich III. Kastilský     |  |  |  |  |  |  |  |                   |
|                       |                          |  |                        |                             |  |  |  |  |  |  |  |                   |
|                       | Jan II. Kastilský        |  |                        |                             |  |  |  |  |  |  |  |                   |
|                       |                          |  |                        |                             |  |  |  |  |  |  |  |                   |
|                       |                          |  |                        | Kateřina z Lancasteru       |  |  |  |  |  |  |  |                   |
|                       |                          |  |                        |                             |  |  |  |  |  |  |  |                   |
|                       | Isabela Kastilská        |  |                        |                             |  |  |  |  |  |  |  |                   |
|                       |                          |  |                        |                             |  |  |  |  |  |  |  |                   |
|                       |                          |  |                        | Jan Portugalský             |  |  |  |  |  |  |  |                   |
|                       |                          |  |                        |                             |  |  |  |  |  |  |  |                   |
|                       | Isabela Portugalská      |  |                        |                             |  |  |  |  |  |  |  |                   |
|                       |                          |  |                        |                             |  |  |  |  |  |  |  |                   |
|                       |                          |  |                        | Isabela z Braganzy          |  |  |  |  |  |  |  |                   |
|                       |                          |  |                        |                             |  |  |  |  |  |  |  |                   |